# 帕尔菲奥诺夫
帕尔菲奥诺夫（羅馬化：Parfyonov）是俄语姓氏，源自希腊人名帕尔塞尼奥斯（Παρθένιος），著名人物包括：
- 安德烈·鲍里索维奇·帕尔菲奥诺夫，俄罗斯政治人物、国家杜马议员
- 安德烈·谢尔盖耶维奇·帕尔菲奥诺夫，俄罗斯越野滑雪运动员
- 丹尼斯·安德烈耶维奇·帕尔菲奥诺夫，俄罗斯政治人物、国家杜马议员
- 库兹马·德米特里耶维奇·帕尔菲奥诺夫（英语：Kuzma Parfyonov），苏联将军

## 相关消歧义
- 安德烈·帕尔菲奥诺夫

|  | 本页或本分段罗列了姓氏为「帕尔菲奥诺夫」的人物。 如果是一个指代特定个人的内链将您引导到本页，請考慮修正該人物的名字以將链接指向正確的條目。 |